# Эренбрайтштайн (крепость)
Эренбрайтштайн (нем. Festung Ehrenbreitstein) — мощное фортификационное сооружение на высоком холме на правом берегу Рейна у Кобленца, в земле Рейнланд-Пфальц. Построено в XVI веке напротив впадения Мозеля в Рейн. Первоначально крепость принадлежала Трирскому курфюршеству, а затем Прусскому королевству.
Около 1000 года на этом месте уже существовал средневековый замок. Затем он был реконструирован в крепость. Однако в 1801 году укрепления были взорваны войсками революционной Франции. В своём нынешнем виде крепость была создана в период с 1817 по 1828 год поды руководством прусского инженера-офицера Карла Шницлера. Изначально сооружение планировалось назвать именем Фридриха Вильгельма, но закрепилось название Эренбрайтштайн.
Крепость у Кобленца была частью прусской оборонительной системы Оберееренбрайтштайн. Цитадель Эренбрайтштайн служила для защиты долины Среднего Рейна и всей транспортной инфраструктуры в районе Кобленца. Гарнизон прусской армии размещался здесь до 1918 года.
Сегодня крепость принадлежит властям земли Рейнланд-Пфальц. Здесь находится Государственный музей Кобленца, Молодёжная гостиница, памятники немецким солдатам и различные административные учреждения. Рядом создан просторный ландшафтный парк со смотровой площадкой.

## Расположение
Крепость Эренбрайтштайн находится на одноимённом горном отроге на высоте 180 метров. Самой природой это место создано для надёжного укрытия от неприятельской армии. С трёх сторон — на юге, востоке и западе — оно окружено высокими крутыми склонами. Благодаря этому ещё в древности здесь существовало укреплённое поселение. В XIX веке прусская крепость Эренбрайтштайн считалась неприступной. Во-первых, из-за своего уникального расположения на одноимённой горе, а во-вторых, потому, что вокруг располагалась целая система фортов и других крепостей. К крепости можно добраться с берегов Рейна, за предместьем Хельфенштайн и с горного плато на севере.

## История

### Ранний период
Первые стоянки древних людей на горе Эренбрайтштайн датируются 4000 годом до н. э. Это доказано раскопками, которые проводились здесь весной 2005 года.
Существование укреплённого поселения подтверждается обнаруженными остатками защитного рва, который был выкопан уже в X веке до н. э. Кроме того обнаружены остатки городской инфраструктуры, характерной для Бронзового века. Подходы с уязвимой северной стороны защищал земляной вал с частоколом. Найденные также наконечники стрел, сосуды и римские монеты относятся ко временам владычества Рима над этим регионом. На южном скальном отроге находился позднеримский форт (здесь размещался небольшой гарнизон в период с 250 до 450 года) для защиты устья Мозеля, римских дорог и близлежащей полосы Лимеса. Керамические находки времен Каролингов подразумевают, что в VIII или IX веке здесь имелось средневековое укрепление.

### Замок Эренбрайтштайн
Замок Эренбрайтштайн был построен примерно в 1000 году. Вероятно им владел Эремберт или Эренбрехт из рода Лангауэской ветви Конрадинов. Первое документальное упоминание связывает замок с собственностью архиепископов Трира. Сохранилась купчая о приобретении замка архиепископом Поппо фон Бабенбергом около 1020 года. Замок стал плацдармом для расширения архиепископских владений на правом берегу Рейна. Кроме того Эренбрайтштайн считался самым неприступным укреплением епархии. Поэтому здесь хранились самые ценные предметы и казна архиепископа. Например, здесь находились такие важные святыни, как голова Апостола Матфия (с 1380 по 1422 год) и Риза Господня (с 1657 по 1794 год с небольшими перерывами).
Замок был расширен около 1160 года архиепископом Хиллина фон Фаллмагне. Он перестроил резиденцию архиепископа, углубил рвы, построил пятиугольную крепость и цистерну для воды.
К югу на горном отроге около 1160 года был построен замок Хельфенштайн, в котором до XIV века проживала семья фон Хельфенштейн. Затем замок пришёл в упадок. После начала строительства прусской крепости руины Хельфенштайна были снесены.
Значительное расширение крепости и новые реконструкции происходили в XVI век. При этом на старых картах крепость иногда называется Германштайн.

### Крепость курфюршества

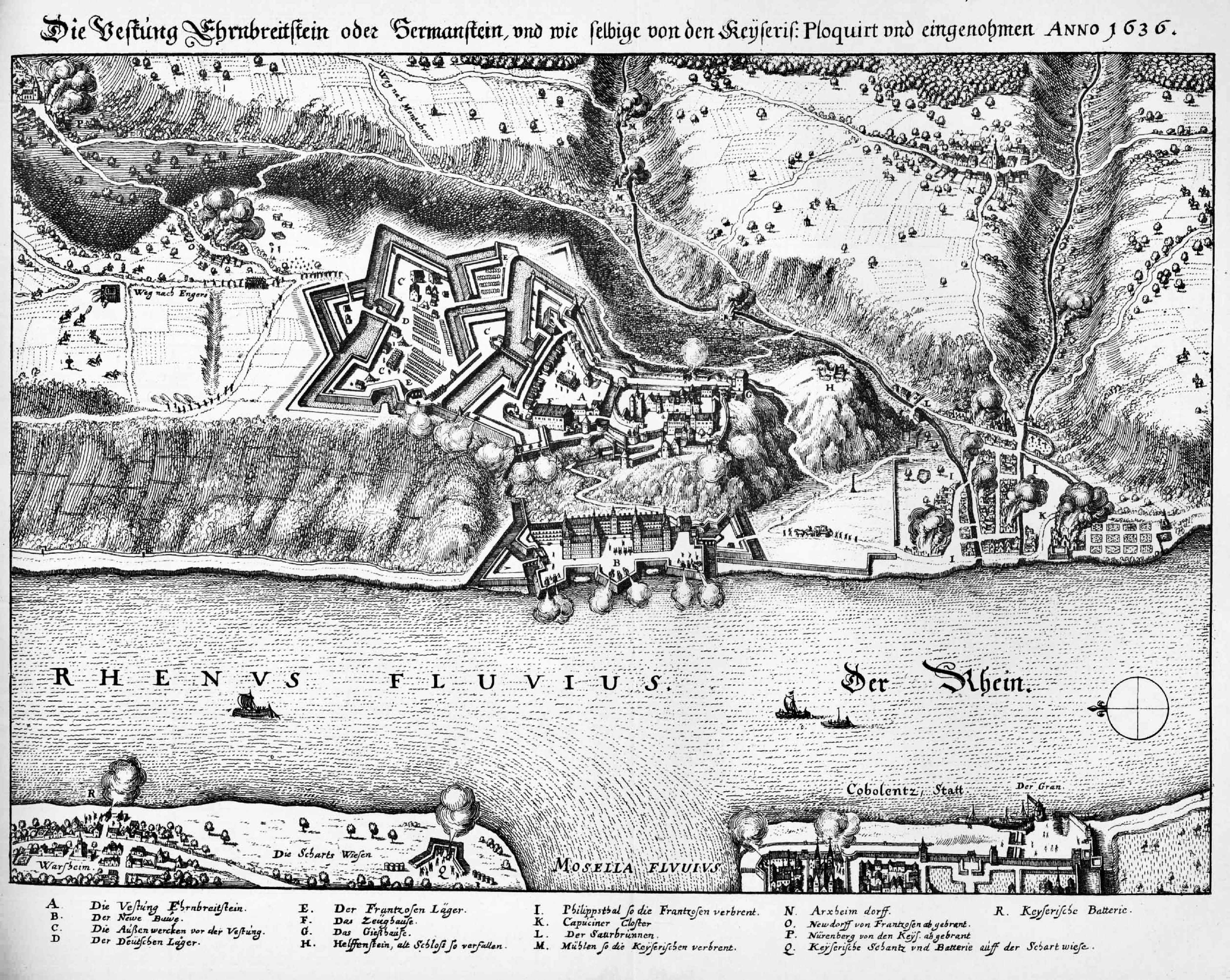
План крепости. Рисунок 1636 года

В начале XVI века архиепископ Рихард фон Грайффенклау цу Воллрадс решил превратить замок в действительно неприступную крепость. В основном из-за важных перемен в качестве передовой осадной техники. Для начала прежние укрепления обеспечили глубокими рвами, а с северной стороны — бастионами. По приказу архиепископа крепость также снабдили пушками. Самая крупная из них — это огромная пушка, отлитая мастером Симоном из Франкфурта-на-Майне в 1524 году. Это орудие весило девять тонн при длине более 5 метров. После того, как французы захватили Эренбрайтштейн в 1799 году, пушка была доставлена во Францию. В 1940 году, после гитлеровской оккупации Франции, орудие ненадолго вернулось обратно. Но в 1946 году её во второй раз перевезли в Париж. И только в 1984 году мортира оказалась в родной крепости Эренбрайтштайн (кстати, этим вопросом лично занимался президента Франции Франсуа Миттеран, именно он подписал соответствующий договор с канцлером Германии Гельмутом Колем).
Около 1600 года под руководством мастера фортификаций Иоганна II фон Паскуалини (внука знаменитого Алессандро Паскуалини) построен ещё один бастион перед главными воротами крепости. Ниже по склону в правление архиепископа Филиппа Кристофа фон Сётерна (в период с 1626 по 1629 годы) был возведён замок Филиппсбург. Причём сюда перенёс свою резиденцию из Трира (ставшего в то время небезопасным) и сам архиепископ. Во время Тридцатилетней войны крепость Эренбрайтштейн дважды переходила из рук в руки. Сначала после того, как архиепископ впервые в истории епархии в 1631 году признал сюзереном короля Франции и в крепости 5 июня 1632 года разместился французский гарнизон. Причём три недели спустя сдался и также был оккупирован город Кобленц. Однако полноценным вступлением Франции в войну считается союз с герцогом Бернгардом Саксен-Веймарским в октябре 1635 года. После ареста архиепископа в 1635 году имперские войска в мае 1636 года завоевали Трира. И наконец в 1637 крепость вновь вернулась под контроль немцев. А значит они вновь могли контролировать Рейн, важнейшую торговую артерию Германии. Захватом Эренбранштайна руководил прославленный имперский полководец Иоганн фон Верт (одержавший более 30 побед над французами). Он прибыл к крепости из Кёльна и немедленно приступил к осаде. Его энергичные действия и проблемы гарнизона с продовольствием вынудили французские войска сдать все укрепления 27 июня 1637 года.

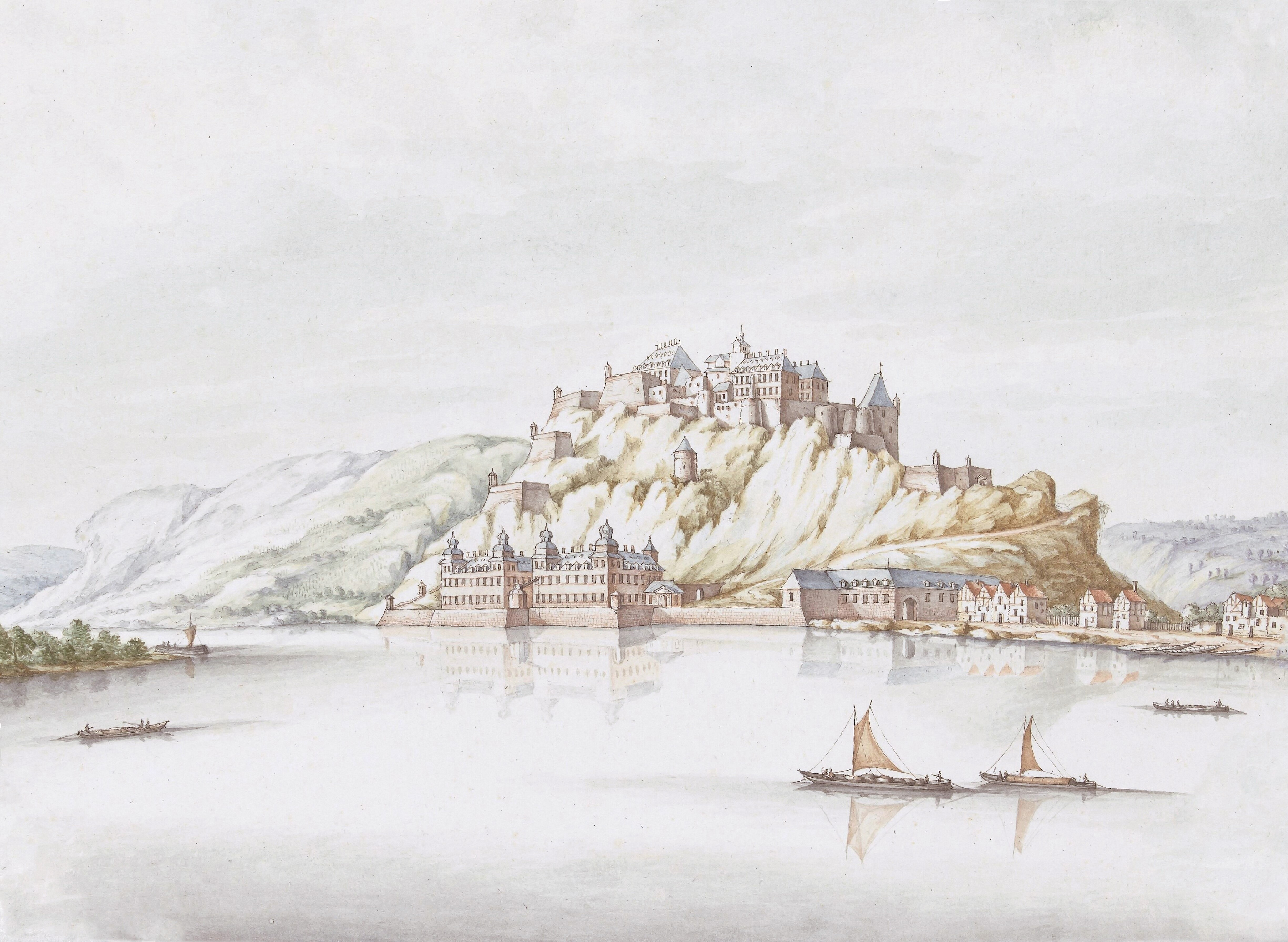
Вид крепости в 1700 году

В 1650 году Эренбрайтштайн вновь стал владением курфюрстов. Архиепископы Карл Каспар фон дер Лейен и Иоганн Уго фон Орсбек в XVII веке ещё более расширили крепость. Последний принял участие в Войне за Пфальцское наследство в 1688 году. В конце XVII века в крепости была построена многоэтажная роскошная резиденция. Архиепископ Франц Георг фон Шёнборн начал в 1729 году очередное расширение крепостного комплекса. На северном направлении были построены новые мощные валы. Работами руководил известный специалист в вопросах фортификации Иоганн Балтазар Нейманн. Со стороны Рейна и Хельфенштейна были размещены дополнительные артиллерийские батареи.
23 октября 1794 года французские революционные войска завоевали Кобленц во время Войны первой коалиции. Они четыре раза осаждали крепость, начиная с 1795 года. И наконец 27 января 1799 года гарнизон, у которого после очередной почти годичной осады кончились запасы продовольствия, капитулировал. После Люневильского мира в 1801 году французские войска должны были покинуть правый берег Рейна, в том числе и Эренбрайтштайн. Но при этом они взорвали крепость. Руины прежней крепости ненадолго перешли во владение княжества Нассау-Вайльбург (позднее Герцогство Нассау).

### Строительство прусской крепости

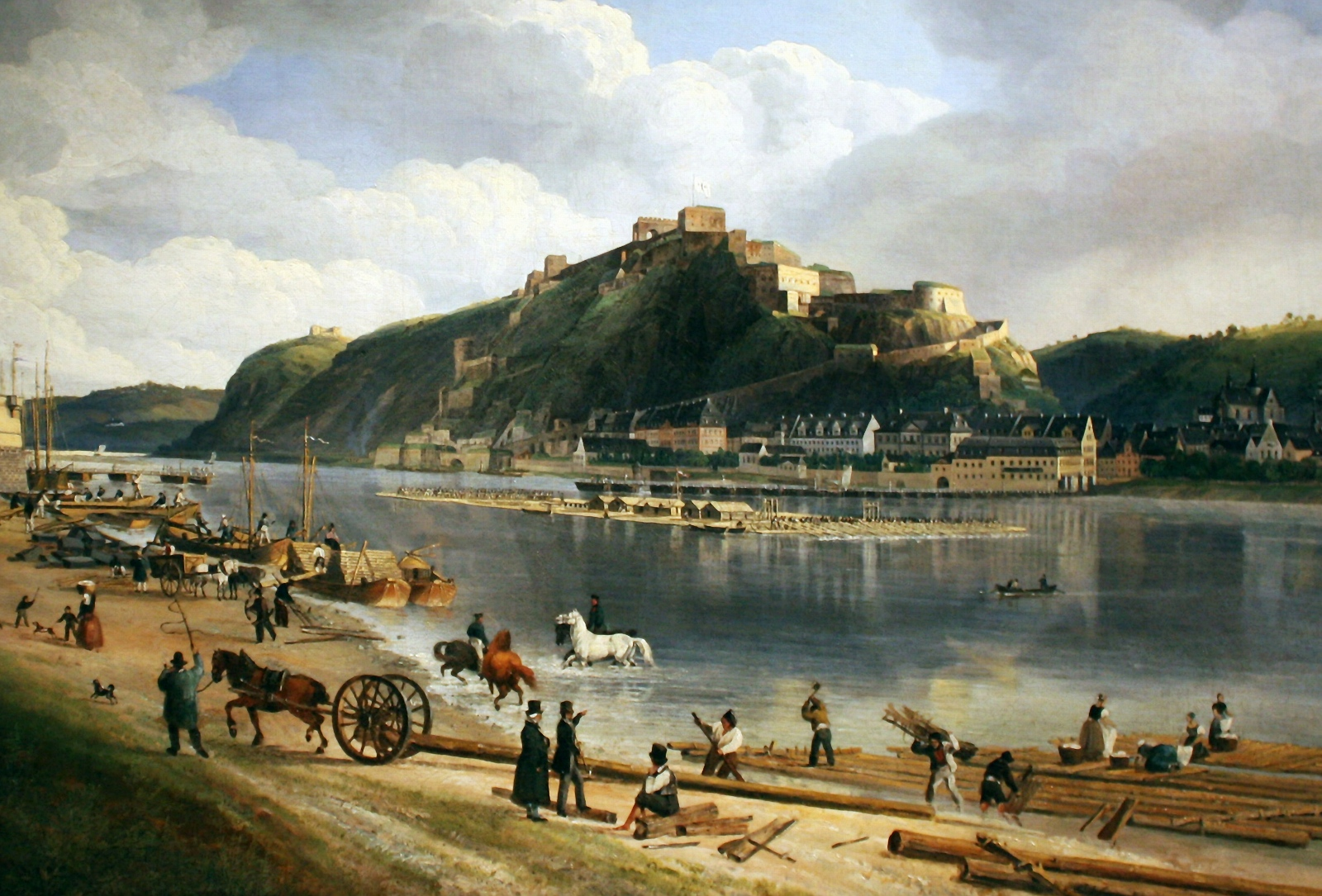
Прусская крепость Эренбрайтштайн на картине Йоханна Адольфа Лански 1828 года

Согласно решениям Венского конгресса в 1815 году бывшие владения Трирского курфюршества были включены в состав Королевства Пруссия (в виде части Рейнской провинции). 11 марта 1815 года король Фридрих Вильгельм III распорядился подготовить проект новых укреплений города Кобленц и крепости Эренбрайтштайн. В последующие годы в районе Немецкого угла была создана одна из самых обширных крепостных систем Европы, построенная в соответствии с самыми современными знаниями того времени. Так как главным инициатором стал король Пруссии, то и крепость стали называть прусской.
Ведущую роль в создании планов масштабной реконструкции Эренбрайтштайна играли прусские военные и инженеры. В частности генерал от инфантерии Густав фон Раух, генеральный инспектор прусских крепостей генерал-майор Эрнст Людвиг фон Астер, инспектор рейнских крепостей генерал-майор Клавдий Франц ле Бульд де Ноль и генерал-майор Готтхильф Беньямин Кайбель. Они спроектировали огромную цитадель, которая до сих пор доминирует над окрестными пейзажами.
В Кобленце был построен один из крупнейших оборонительных узлов на Рейне. В почти неизменном виде до наших дней сохранилась только его часть на горе Эренбрайтштайн. Строительство новой крепости продолжалось с 1817 по 1828 год. Однако это была лишь часть более сложной системы различных укреплений. Целиком все работы завершились только в 1834 году. Причём самой крупной по площади стала построенная в рамках всего проекта крепость «Император Александр», устроенная на горе над бывшим монастырём Карцхаус. После завершения строительства крепости Эренбрайтштайн перед ней были созданы ещё дополнительные форты «Нёллькопф» и «Пляйтенберг», значительно усилившие оборонительную мощь всего комплекса.
Всеми работами заведовал инженер Карл Шницлера (примерно до 1832 года). Кроме того, значительный вклад внесли:
Кроме крепости Гибралтар и оборонительных систем вокруг Парижа и Кёльна, крепость Кобленц (с общей окружностью 14 км) стала в ту эпоху одним из важнейших укреплений Европы. Три главных объекта Кобленцкой крепостной системы должны были получить имена трёх монархов, входивших в Священный союз: Пруссии, Австрии и России. Однако имя прусского короля Фридриха Вильгельма III так и не смогло вытеснить традиционное название Эренбрайтштайн.
Эренбрайтштайн был подготовлен для успешной защиты от всех видов оружия и типов атак, известных в то время. Среди прочего, учитывалась и дальность артиллерийской стрельбы. По расчётам гарнизон из 1500 солдат с 80 орудиями могли уверенно держать оборону Эренбрайтштайна.

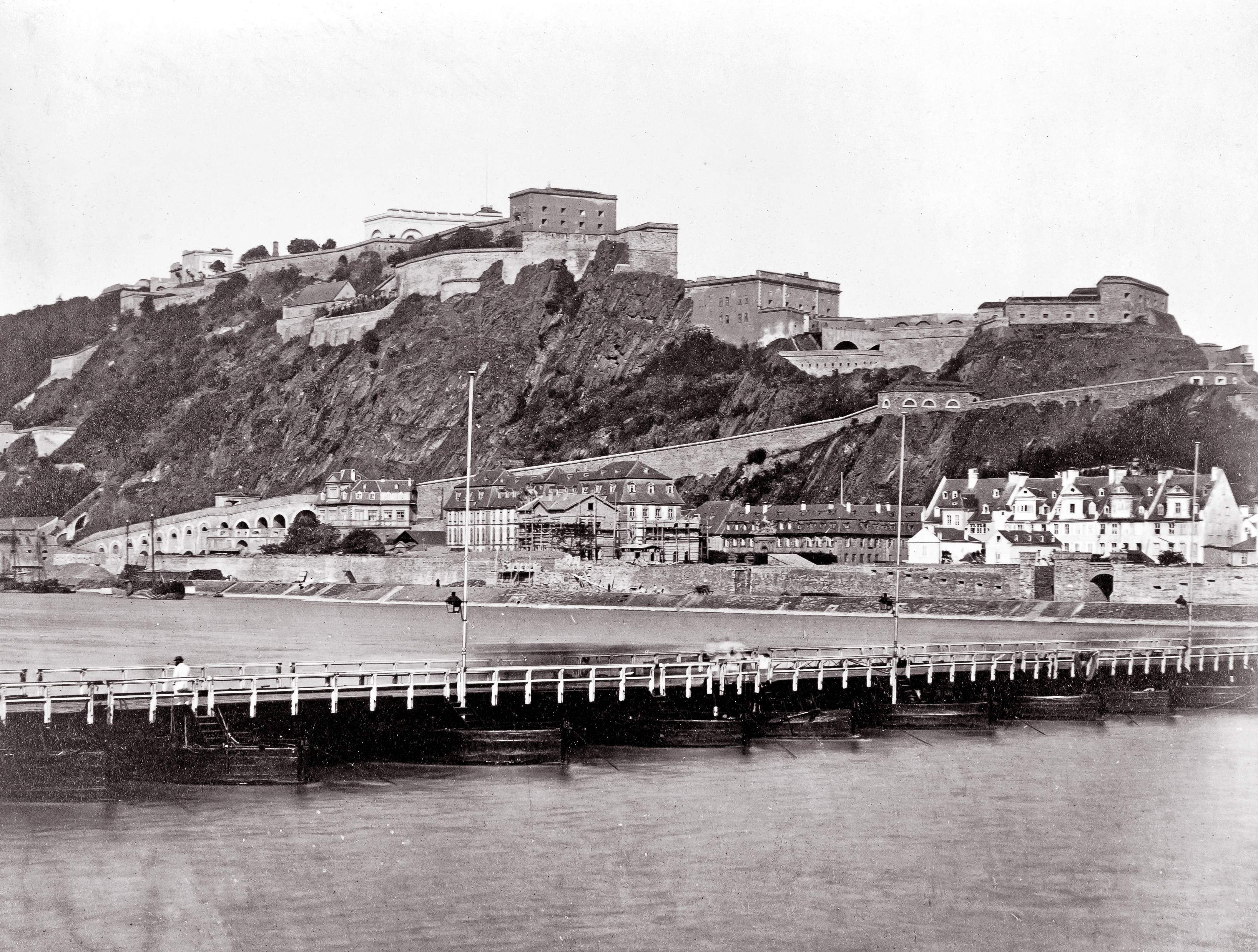
Фотография крепости со стороны Рейна 1890 года

В последующие десятилетия прошло ещё восемь реконструкций крепости, в том числе и создание бронированных укреплений. Однако при всех войнах и революциях Эренбрайтштайн ни разу не подвергся прямому нападению. Исключением можно считать только несколько воздушных налётов на Кобленц в октябре 1917 года во время Первой мировой войны.
После армейской реформы 1808 года служба в гарнизоне была относительно комфортной. Например, каждому солдату полагалась отдельная кровать, а комнаты в казематах оборудовали отоплением.
Вся система Кобленцких укреплений поддерживалась в безупречном состоянии до 1890 года. С 1886 года она уже считалась крепостью второстепенного значения. С 1890 года, благодаря развитию новых военных технологии, крепостные сооружения на левом берегу Рейна начали демонтировать. Но в крепости Эренбрайтштайн гарнизон находился до самого конца Первой мировой войны. Последними гарнизонными частями были 3-й батальон пехотного полка «Фон Гебен» (2-й Рейнский) и 2-й батальон Шлезвиг-Гольштейнского пешего артиллерийского полка.

### Межвоенный период и Вторая мировая война

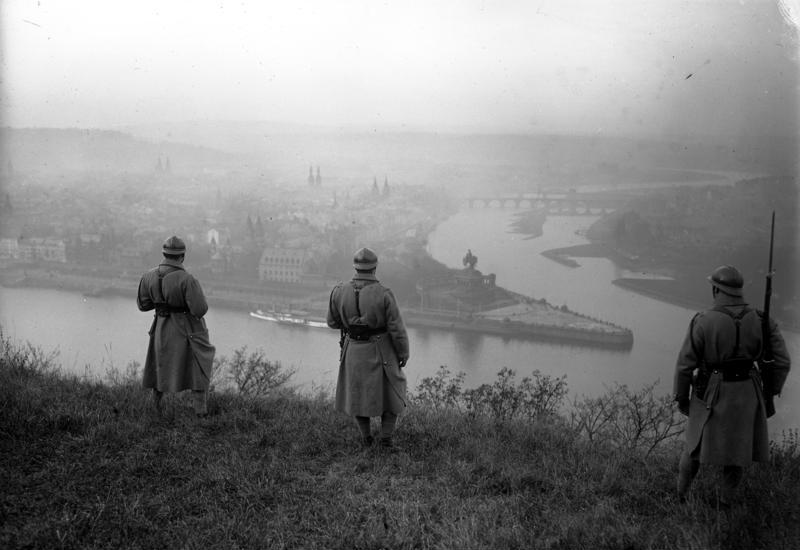
Французские солдаты смотрят на Кобленц и Немецкий угол с бастионов крепости Эренбрайтштайн

После 1919 года в соответствии с положениями Версальского договора по программе демилитаризации Германии крепость Эренбрайтштайн должны были разрушить. Однако администрация Межведомственной комиссии по военному контролю (IMKK) в Берлине не торопила власти Веймарской республики. Во многом это получилось благодаря позиции генерала США Генри Туремана Аллена и подполковника Германской армии Эдуарду Хюгер, которые вместе работали в Кобленце и считали важным сохранение крепости, как объекта, представляющего важный памятник архитектурного наследия.
Сразу после мировой войны в Эренбрайтштайне размещались части американской армии, а с 1923 по 1929 год в крепости находился гарнизон из французских солдат. 25 февраля 1922 по решению IМКК официально было подтверждено решение о сохранении комплекса Эренбрайтштайн. Немецкие солдаты вернулись в Эренбрайтштайн в 1936 году. С осени 1936 года по июнь 1939 года здесь находились казармы противотанковых частей.
Во время Второй мировой войны в казематах хранились ценные артефакты и архивные фонды из Кобленца, Кёльна и Вупперталя. Случайные попадания бомб, однако, показали, что казематы не обеспечивали надёжную защиту во время бомбардировок. В рамках противовоздушной обороны Кобленца в крепости с 1941 года находились три зенитных орудия. В 1943 году в скале под крепостью было построено бомбоубежище.
27 марта 1945 года крепость Эренбрайтштайн сначала заняли американские солдаты, а затем им сменили французские части. Хотя город Кобленц был разрушен в результате воздушных налётов на 87 %, крепость практически не пострадала.

### После Второй мировой войны

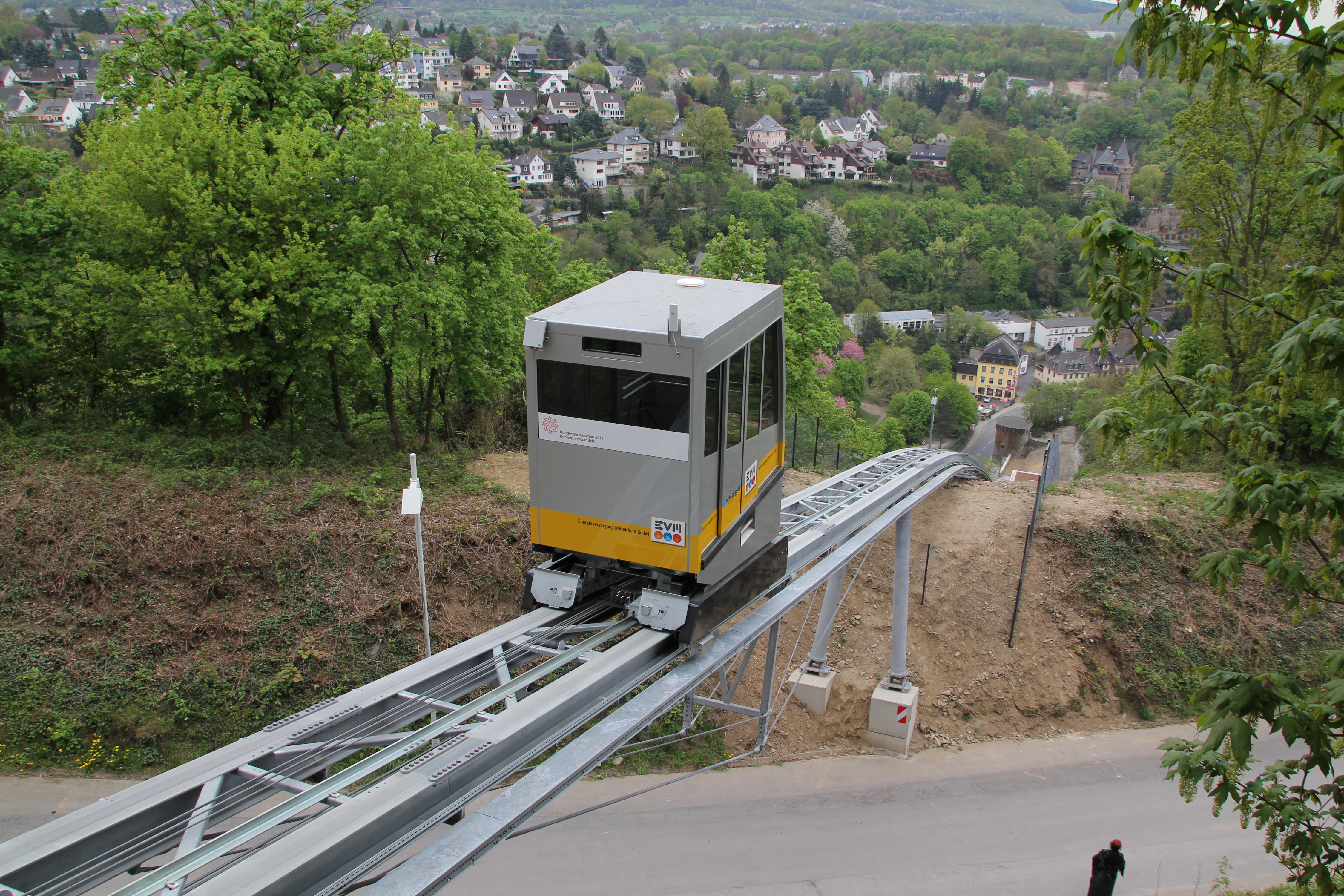
Вагончик фуникулёра для подъёма в крепость

Примерно с 1946 года Международная организация по делам беженцев (IRO) содержала в крепости лагерь для перемещённых лиц. Отдельную колонию сформировали венгерские беженцы (до 350 человек), которые работали на французов в качестве строительного отряда. Они превратили часть бывшего порохового журнала в католическую часовню («венгерскую часовню»). Лагерь для перемещённых лиц был закрыт только 15 октября 1950 года.
С лета 1949 года семьи Кобленца, которые только что вернулись из эвакуации и остались без крова, начали использовать казармы крепости в качестве временного жилья. Здесь нашли временный кров сотни людей.
После Второй мировой войны крепость Эренбрайтштайн стала собственностью земли Рейнланд-Пфальц. В середине 1960-х годов два каземата были переоборудованы для хранения небольших количеств ядерных отходов. Однако из-за гражданских протестов власти воздержался от этой идеи.
Массивная кладка поддерживает постоянный климат внутри крепости, поэтому Федеральный киноархив до 1998 года хранил здесь большие много коробок с плёнками. Среди них были и легковоспламеняющиеся целлулоидные плёнки, которые вызвали пожар в 1988 году. В результате оказалась уничтожена часть архивных фондов.

## Главные сооружения крепости
Главная линия укреплений построена на севере и востоке. Здесь устроены оборонительные рвы (глубиной от двух до пяти метров и шириной от 20 до 25 метров), а также стены казематов наружными стенами толщиной до трёх метров. В стенах предусмотрено до трёх рядов орудийных гнёзд, расположенных друг над другом.
Крепость Эренбрайтштайн должна была помимо прочего демонстрировать могущество прусское государство. Поэтому было предусмотрено двойственное впечатление. Внешне — это мощные стены и оружейные амбразуры. А внутри — величественный замок. В первую очередь — это фасады зданий в стиле классицизма (частично воссозданные сегодня, оштукатуренные и покрашенные в жёлтый цвет). Часть архитектурных сооружений, для контраста, были построены из блоков красного песчаника.

### Безымянная башня
Если войти в крепость с северо-востока через полевые ворота, то первым встречным сооружением станет расположенная слева Безымянная башня. Она получила это имя случайно. Как уверяют исследователи, 20 июня 1821 года прусский король и русский царь прибыли на строительство. Когда зашла речь о названиях, монархи изо всех сил старались уступить друг другу. В итоге башня осталась без имени. Однако, ещё во XVI веке здесь уже имелась башня с таким же названием. Нынешняя 4-этажная башня возвышается на крутом склоне. Она имеет полукруглую форму, а внутри неё находится три каземата.

### Длинная линия
После Безымянной башни следует так называемая Длинная линия. Это двухэтажное вытянутое здание казематов с ещё одним глубоким рвом. Очередные ворота прикрывал опускающаяся решётка.

### Средняя линия (равелин)
За главным рвом расположена стена каземата высотой около 12 метров. При этом внешние амбразуры расположены достаточно высоко.

### Куртина
Очередная оборонительная стена длиной около 50 метров защищена ещё одним рвом. При это высота стен достигает уже 18 метров. Кроме того стена защищена двумя бастионами: рейнским и сухопутным. Все сооружения имеют не менее двух этажей. Над главным входом, разумеется, висит чугунный прусский орел. Это ворота в главный внутренний двор.

### Бастион Фукс
С противоположной стороны (со стороны Рейна) предусмотрены отдельные варианты обороны. В том числе бастион Фукс. Против возможного штурма со стороны реки были построены ещё несколько фортов.

## Эренбрайтштайн в качестве тюрьмы
Часть корпусов и помещений крепости использовалась в качестве места заключения. Эта практика (не только для солдат и офицеров, но также для гражданских лиц) продолжалась в период с 1830-х годов по 1909 год. Прежде всего, здесь содержались политические заключённые и дуэлянты. Среди известных людей, оказавшихся за решёткой в крепости Эренбрайтштайн, — доктор и исследователь Явы Франц Юнгхун (1832—1833), дипломат Альфред фон Кидерлен-Вахтер (1894) и писатель Ганс Гейнц Эверс (1897).
Кроме того, с 1830-х по 1878 год здесь находились узники, которых в качестве наказания использовали для строительных работ в крепости.

## Современное использование
В крепости до сих пор находится много различных учреждений. С 1950-х годов часть зданий используется как выставочный центр. Кроме того нашлось место и для молодёжного хостела. До 2009 года в одном из бастионов находилось Государственное управление по сохранению памятников земли Рейнланд-Пфальц (Департамент археологических памятников).

## Памятники
В 1844 году памятный знак в виде фонтана был установлен в западной части верхнего двора. Надпись гласит: «Эренбрайтштайн построен архиепископом Хиллинусом и разрушен врагом. Восстановлен из-под обломков и укреплён Фридрихом Вильгельмом III».
В 1935 году был открыт военный мемориал в честь погибших воинов пехотного полка «Фон Гебен» (2-й Рейнский, позднее — № 28). Солдаты этого полка долгое время проходили службу в гарнизоне крепости.
Во внутреннем дворе размещён кенотаф (скульптор — Ганс Виммер) в память о погибших в Первой и Второй мировых войнах немецких солдатах. Торжественное открытие монумента состоялось при участии представителей Бундесвера 29 октября 1972 года. В ноябре 2006 года к монументу была добавлена стела в память о солдатах, погибших при исполнении своих обязанностей.

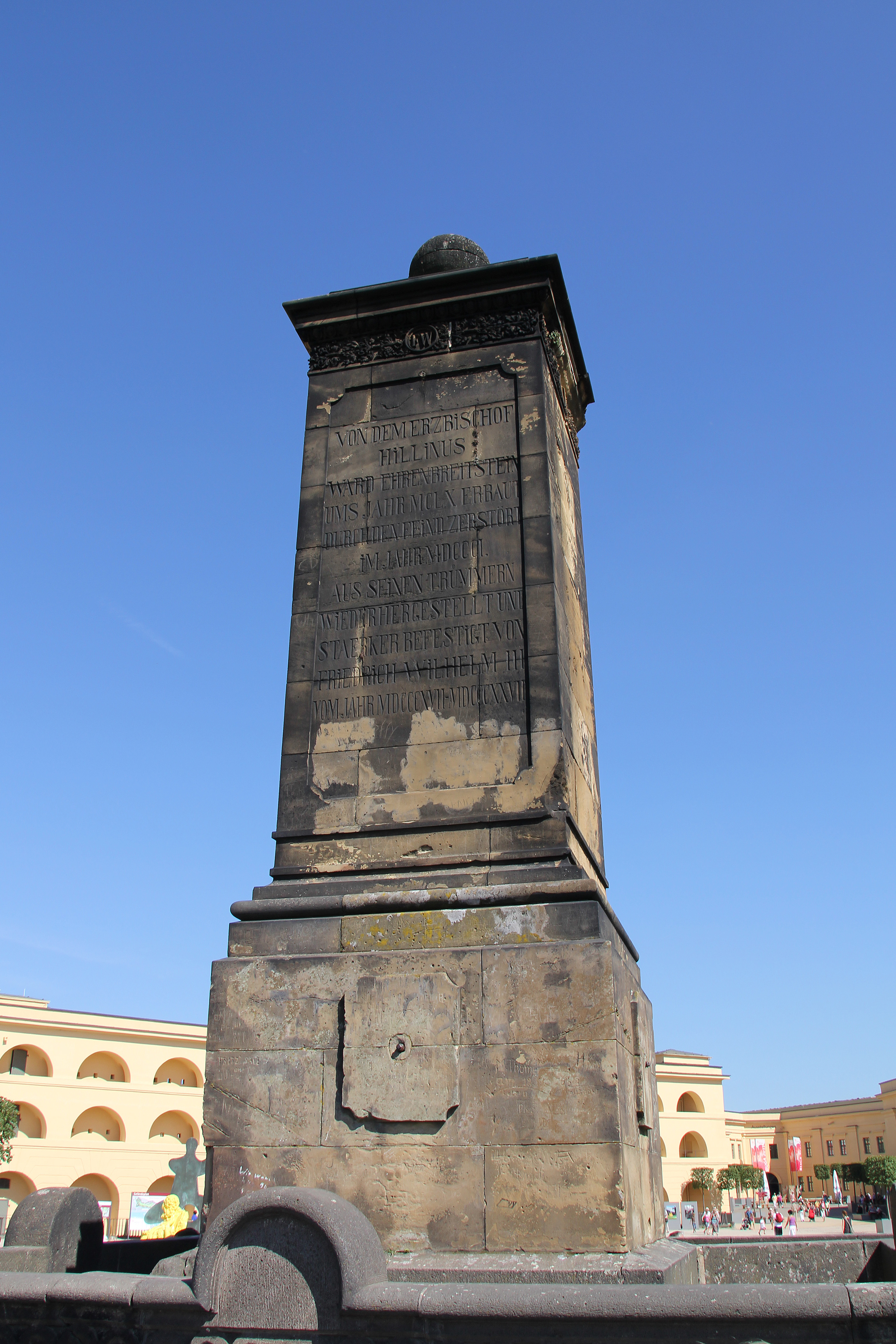
Фонтан-памятник
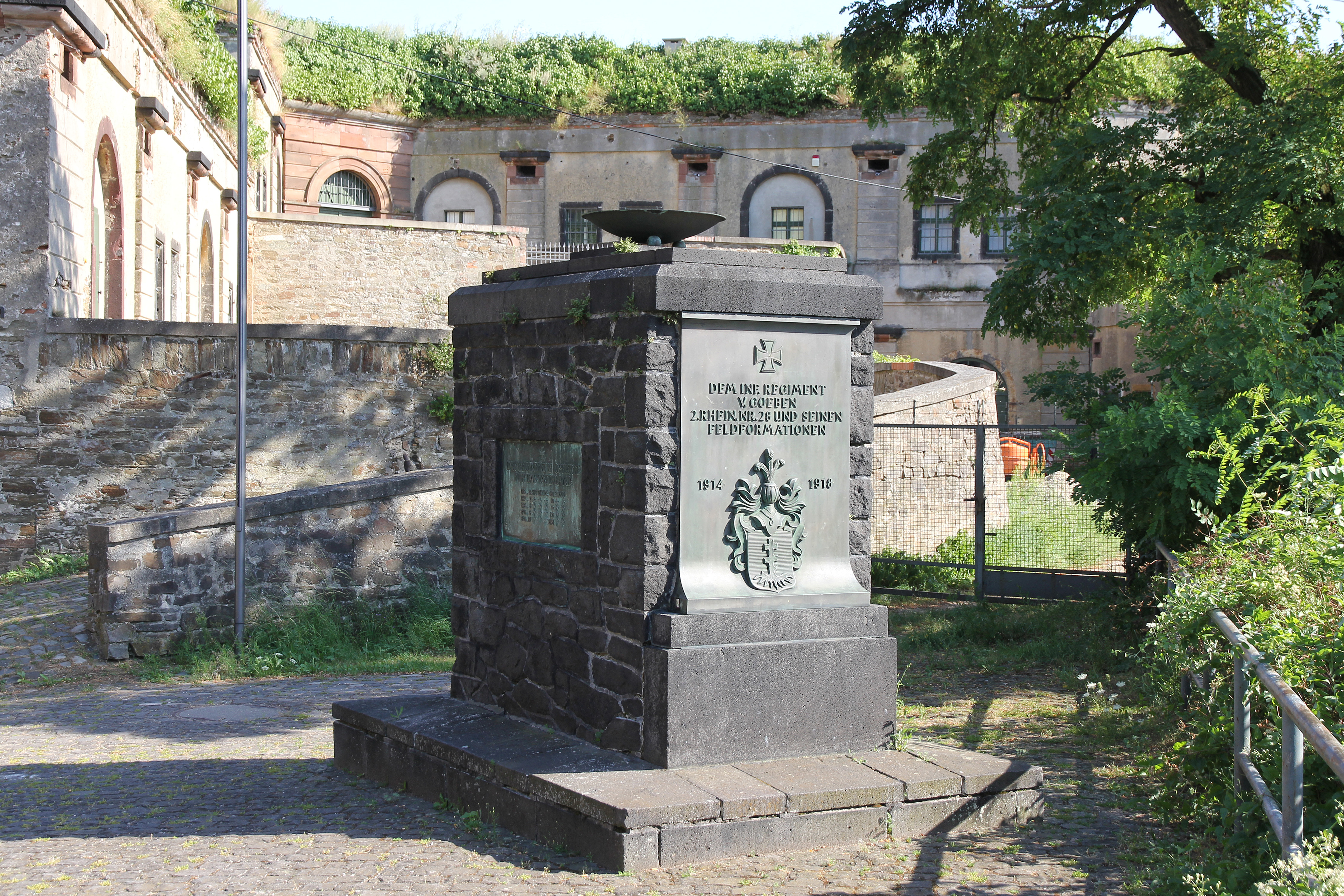
Памятник в честь погибших солдат полка "Фон Гебен"
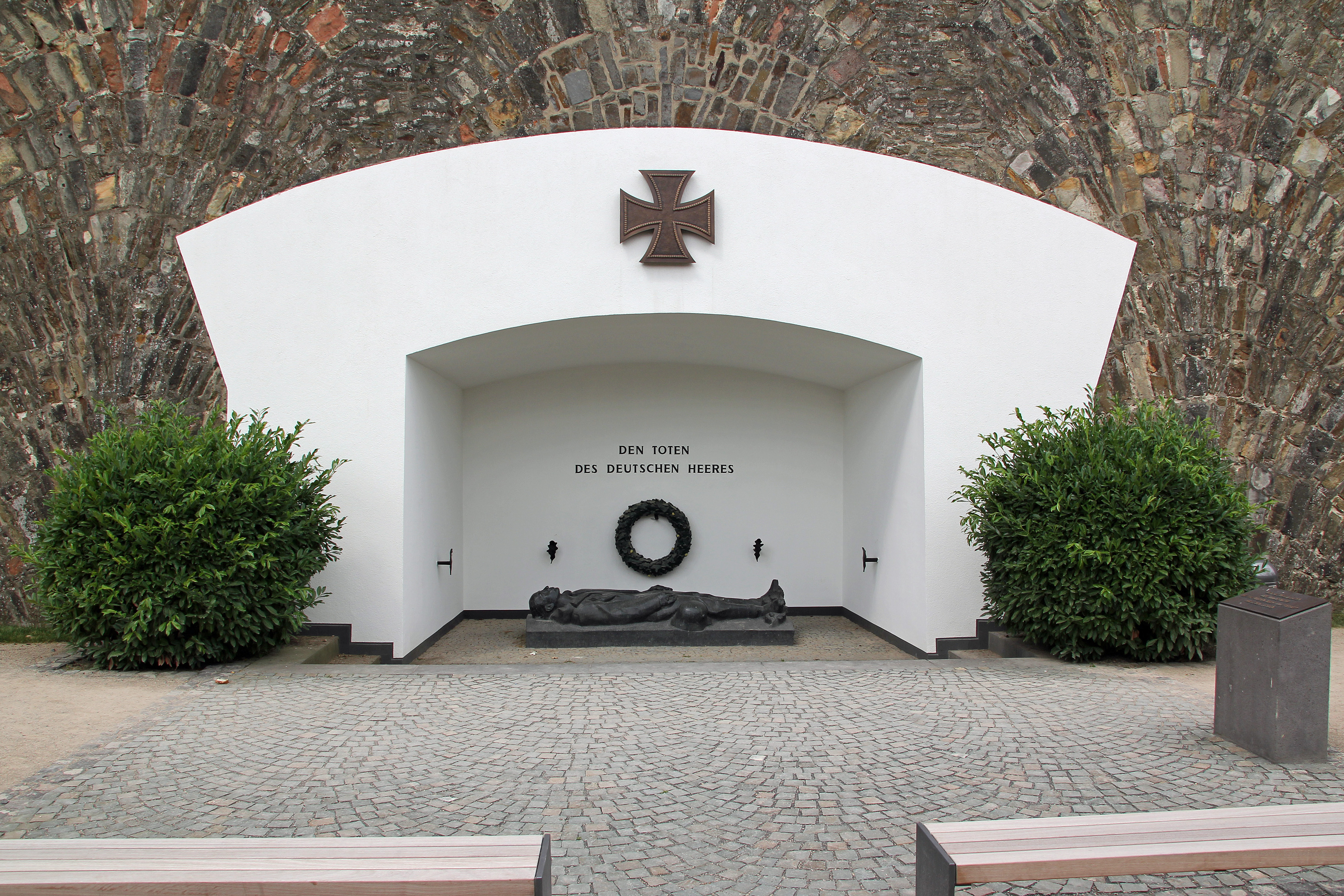
Памятник немецким солдатам